# 大水窟山
大水窟山，位於臺灣南投縣信義鄉東埔村與花蓮縣卓溪鄉卓溪村之間，為台灣知名山峰，也是台灣百岳之一，標高3,642公尺，排名第13。大水窟山，屬於中央山脈。大水窟山東南方有大水窟湖泊（海拔高度約3,280公尺），南方有南大水窟山（標高3,381公尺。非百岳），北邊連接秀姑巒山。